# Isola d'Asti
Isola d'Asti es una localidad y comune italiana de la provincia de Asti, región de Piamonte, con 2.116 habitantes.

## Evolución demográfica
| Gráfica de evolución demográfica de Isola d'Asti entre 1861 y 2001 |
|                                                                    |
| Fuente ISTAT - elaboración gráfica de Wikipedia                    |